# 勒莱姆
勒莱姆（法語：Le Lesme，法語發音：[lə lɛm]）是法国厄尔省的一个市镇，属于贝尔奈区。该市镇于2016年由原市镇圣玛格丽特-德洛泰勒和盖尔南维尔合并而成。

## 地理
勒莱姆（48°54'3"N, 0°51'19"E）面积26.5 平方千米，位于法国诺曼底大区厄尔省，该省份为法国北部内陆省份，北起滨海塞纳省，西接奧恩省和卡爾瓦多斯省，南至厄尔-卢瓦省，东临瓦兹省、瓦兹河谷省和伊夫林省。
勒莱姆的时区为UTC+01:00、UTC+02:00（夏令时）。

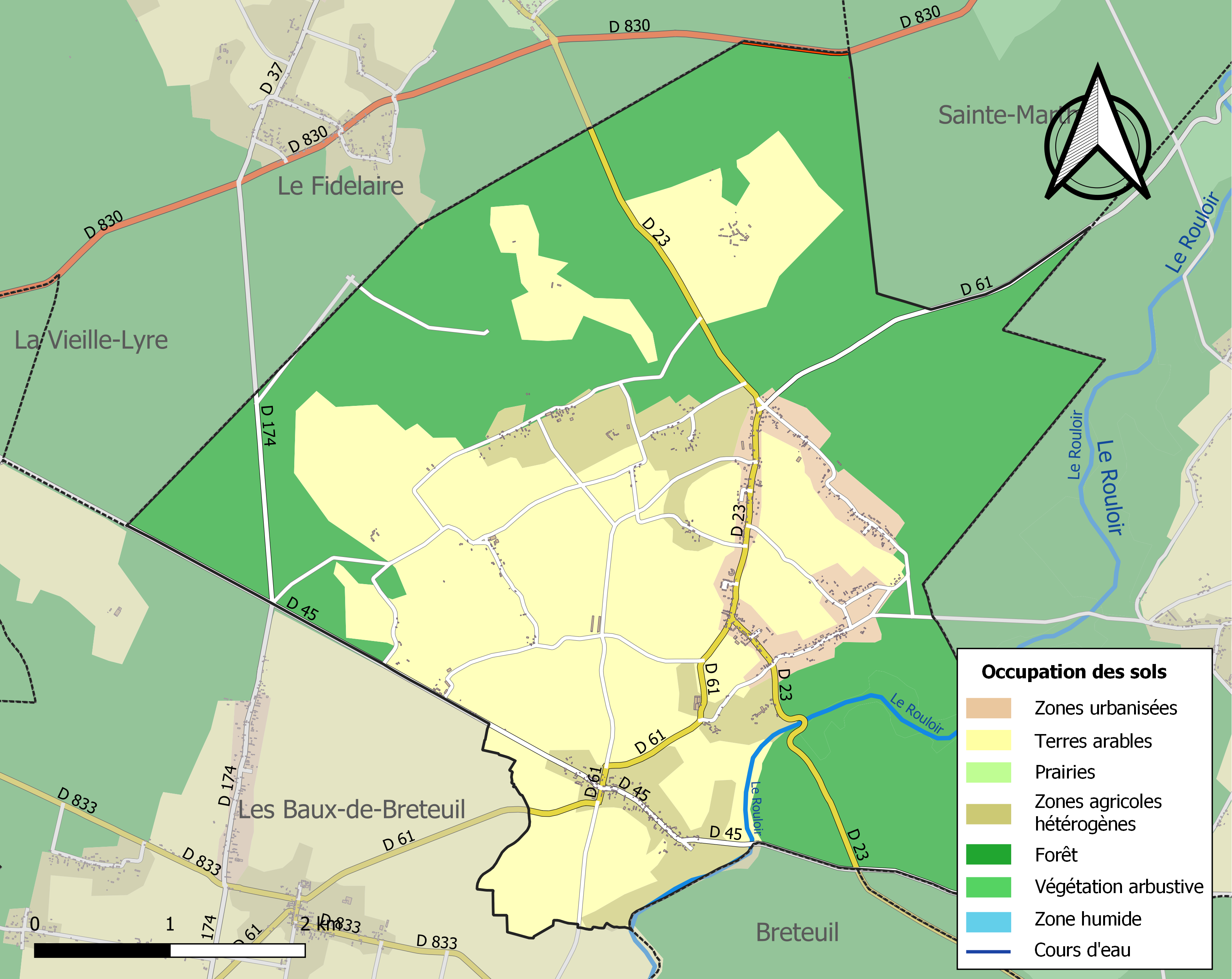
勒莱姆的OSM定位图

## 行政
勒莱姆的邮政编码为27160，INSEE市镇编码为27565。

## 政治
勒莱姆所属的省级选区为布勒特伊县。

## 人口
勒莱姆于2022年1月1日时的人口数量为702人。